# Jochen Pommert
Hans-Joachim „Jochen“ Pommert (* 26. Januar 1929 in Klostermansfeld; † 16. Juni 2019) war ein deutscher Journalist, von 1957 bis 1963 Chefredakteur der Märkischen Volksstimme und danach bis 1969 der Leipziger Volkszeitung.

## Leben
Pommert war Sohn eines Bergmanns. Nach dem Besuch der Volksschule machte er von 1943 bis 1945 eine Lehre als Dreher im Junkers-Werk in Aschersleben und schlug sich nach Kriegsende als Landarbeiter durch.
Im Dezember 1945 trat Pommert in die SPD ein, 1946 in die SED.
Von 1946 bis 1948 machte er eine Facharbeiter-Lehre und arbeitete im als Dreher im Walzwerk Hettstedt.
Pommert begann nun eine parteipolitische Karriere. Von Mai bis Dezember 1948 war er Sachbearbeiter in der SED-Landesleitung Sachsen-Anhalt in Halle (Saale), zeitweise als Landesparteisekretär.
Zwischen 1949 und 1950 war er Sekretär für Propaganda der SED-Betriebsparteiorganisation im VEB Walzwerk Hettstedt.
Von Juli bis August 1950 war er kurzzeitig Instrukteur der SED-Landesleitung Sachsen-Anhalt.
1950 begann seine journalistische Tätigkeit. Bis 1954 arbeitete Pommert für die Zeitschrift Notizbuch des Agitators, zunächst als Redakteur, später als Chefredakteur. Gleichzeitig war er Sektorenleiter im Zentralkomitee der SED. Danach ging er nach Moskau, um an der dortigen Parteihochschule der KPdSU zu studieren und schloss 1957 als Diplomgesellschaftswissenschaftler ab.
Zurück in Deutschland wurde er Chefredakteur der SED-Bezirkszeitung Märkische Volksstimme in Potsdam. Parallel war er Mitglied der SED-Bezirksleitung im Bezirk Potsdam und wurde Mitglied des Büros der SED-Bezirksleitung.
1963 wechselte Pommert als Chefredakteur zur SED-Bezirkszeitung Leipziger Volkszeitung. Im Juni 1969 gab er diesen Posten an Werner Stiehler ab. Pommert stieg dafür zum Sekretär für Agitation und Propaganda in der SED-Bezirksleitung Leipzig auf. Nach unterschiedlichen Angaben blieb er dies bis November 1989 oder bis 30. Januar 1990.
Von 1971 bis 1990 war er Abgeordneter des Bezirkstags Leipzig.
Pommert gehörte zu den Sechs von Leipzig, die am 9. Oktober 1989 einen gemeinsamen Aufruf zur Gewaltfreiheit an die 70.000 Demonstranten und die Einsatzkräfte richteten.
Während der Vorbereitung warnte er Kurt Meyer und Roland Wötzel vor den möglichen Konsequenzen: „Parteiausschluss, denn die Parteiführung sieht die Massen auf der Straße als Konterrevolution an, und wir drei stellen uns auf diese Seite.“
Später berichtete er rückblickend: „Der 9. Oktober war der Anlass, was zu tun in einer dramatischen Situation für Leipzig. Es ging nicht so weiter.“
Von 1961 bis 1972 war Pommert Mitglied des Präsidiums des Zentralvorstands des Verbands der Journalisten der DDR. 1990 wurde er aus dem Verband ausgeschlossen. Im selben Jahr ging er in Rente. Im Juni 1990 wurde er von der Bezirksschiedskommission der PDS als Parteimitglied bestätigt, war aber seit 1991 parteilos.

## Werke (Auswahl)
- Zu einigen Fragen der Argumentation und Polemik in der sozialistischen Presse. Verband der Deutschen Journalisten, 1963, DNB 453819079.
- als Leiter des Redaktionskollektivs: In der Revolution geboren. In den Klassenkämpfen bewährt. Geschichte der KPD-Bezirksorganisation Leipzig-Westsachsen. Hrsg.: Kommission zur Erforschung der Geschichte der örtlichen Arbeiterbewegung bei der Bezirksleitung Leipzig der SED. Leipzig 1986, DNB 210925310.

## Auszeichnungen
- 1968: Vaterländischer Verdienstorden in Bronze[4]
- 1974: Vaterländischer Verdienstorden in Silber[4]